# Sophronica machadoi
Sophronica machadoi är en skalbaggsart som beskrevs av Pierre Lepesme och Stefan von Breuning 1953. Sophronica machadoi ingår i släktet Sophronica och familjen långhorningar.
Artens utbredningsområde är Angola. Inga underarter finns listade i Catalogue of Life.